# Аргентина на Чемпіонаті світу з водних видів спорту 2015
Аргентина взяла участь у Чемпіонаті світу з водних видів спорту 2015, який пройшов у Казані (Росія) від 24 липня до 9 серпня.

## Медалісти
| Медаль | Ім'я            | Вид спорту | Дисципліна                      | Дата     |
| ------ | --------------- | ---------- | ------------------------------- | -------- |
| 3      | Федеріко Грабіч | Плавання   | 100 м вільним стилем (чоловіки) | 6 серпня |

## Плавання на відкритій воді
Аргентина виставила повну команду в марафонських запливах на відкритій воді.
| Спортсмен                                             | Дисципліна        | Час           | Місце         |
| ----------------------------------------------------- | ----------------- | ------------- | ------------- |
| Гільєрмо Бертола                                      | 10 км (чоловіки)  | 1:51:33.6     | 31            |
| Гільєрмо Бертола                                      | 25 км (чоловіки)  | Не фінішував  | Не фінішував  |
| Габріель Вільягойс                                    | 10 км (чоловіки)  | 1:53:00.6     | 40            |
| Габріель Вільягойс                                    | 25 км (чоловіки)  | Не фінішував  | Не фінішував  |
| Хулія Аріно                                           | 5 км (жінки)      | Не стартувала | Не стартувала |
| Хулія Аріно                                           | 10 км (жінки)     | 2:00:31.2     | 32            |
| Хулія Аріно                                           | 25 км (жінки)     | Не фінішувала | Не фінішувала |
| Сесілія Б'ягьйолі                                     | 10 км (жінки)     | 1:58:55.7     | 17            |
| Гільєрмо Бертола Сесілія Б'ягьйолі Габріель Вільягойс | командні змагання | 57:27.8       | 13            |

## Плавання
Аргентинські плавці виконали кваліфікаційні нормативи в дисциплінах, які наведено в таблиці (не більш як 2 плавці на одну дисципліну за часом нормативу A, і не більш як 1 плавець на одну дисципліну за часом нормативу B):
Чоловіки
| Спортсмен       | Дисципліна            | Попередній заплив | Попередній заплив | Півфінал        | Півфінал        | Фінал           | Фінал           |
| Спортсмен       | Дисципліна            | Час               | Місце             | Час             | Місце           | Час             | Місце           |
| --------------- | --------------------- | ----------------- | ----------------- | --------------- | --------------- | --------------- | --------------- |
| Сантьяго Грассі | 50 м батерфляєм       | 24.03             | 26                | Завершив виступ | Завершив виступ | Завершив виступ | Завершив виступ |
| Сантьяго Грассі | 100 м батерфляєм      | 52.36             | 18                | Завершив виступ | Завершив виступ | Завершив виступ | Завершив виступ |
| Федеріко Грабіч | 100 м вільним стилем  | 48.48             | 4 Q               | 48.20           | 3 Q             | 48.12           | 3               |
| Федеріко Грабіч | 200 м вільним стилем  | 1:47.73           | 16 Q              | 1:47.43 NR      | 12              | Завершив виступ | Завершив виступ |
| Федеріко Грабіч | 50 м на спині         | 25.60             | 27                | Завершив виступ | Завершив виступ | Завершив виступ | Завершив виступ |
| Мартін Найдіч   | 400 м вільним стилем  | 3:52.43           | 38                | Н/Д             | Н/Д             | Завершив виступ | Завершив виступ |
| Мартін Найдіч   | 800 м вільним стилем  | 7:57.72           | 21                | Н/Д             | Н/Д             | Завершив виступ | Завершив виступ |
| Мартін Найдіч   | 1500 м вільним стилем | 15:14.38          | 18                | Н/Д             | Н/Д             | Завершив виступ | Завершив виступ |

Жінки
| Спортсменка     | Дисципліна       | Попередній заплив | Попередній заплив | Півфінал         | Півфінал         | Фінал            | Фінал            |
| Спортсменка     | Дисципліна       | Час               | Місце             | Час              | Місце            | Час              | Місце            |
| --------------- | ---------------- | ----------------- | ----------------- | ---------------- | ---------------- | ---------------- | ---------------- |
| Вірхінія Бардач | 200 м батерфляєм | 2:13.76           | 27                | Завершила виступ | Завершила виступ | Завершила виступ | Завершила виступ |
| Вірхінія Бардач | 200 м комплексом | 2:17.24           | 31                | Завершила виступ | Завершила виступ | Завершила виступ | Завершила виступ |
| Вірхінія Бардач | 400 м комплексом | 4:51.59           | 28                | Н/Д              | Н/Д              | Завершила виступ | Завершила виступ |
| Андреа Берріно  | 100 м на спині   | 1:02.37           | 38                | Завершила виступ | Завершила виступ | Завершила виступ | Завершила виступ |
| Андреа Берріно  | 200 м на спині   | 2:14.96           | 28                | Завершила виступ | Завершила виступ | Завершила виступ | Завершила виступ |
| Хулія Себастіан | 50 м брасом      | 32.13             | 35                | Завершила виступ | Завершила виступ | Завершила виступ | Завершила виступ |
| Хулія Себастіан | 100 м брасом     | 1:09.71           | 35                | Завершила виступ | Завершила виступ | Завершила виступ | Завершила виступ |
| Хулія Себастіан | 200 м брасом     | 2:29.28           | =26               | Завершила виступ | Завершила виступ | Завершила виступ | Завершила виступ |

## Синхронне плавання
Двоє аргентинських спортсменок кваліфікувалися на змагання з синхронного плавання в наведених нижче дисциплінах.
| Спортсменка               | Дисципліна              | Попередні змагання | Попередні змагання | Фінал            | Фінал            |
| Спортсменка               | Дисципліна              | Очки               | Місце              | Очки             | Місце            |
| ------------------------- | ----------------------- | ------------------ | ------------------ | ---------------- | ---------------- |
| Етель Санчес              | соло, технічна програма | 78.2419            | 16                 | Завершила виступ | Завершила виступ |
| Етель Санчес              | соло, довільна програма | 79.7000            | 15                 | Завершила виступ | Завершила виступ |
| Етель Санчес Софія Санчес | дует, технічна програма | 79.8065            | 18                 | Завершили виступ | Завершили виступ |
| Етель Санчес Софія Санчес | дует, довільна програма | 79.9667            | 17                 | Завершили виступ | Завершили виступ |

## Водне поло

### Чоловічий турнір
Склад команди
- Дієго Мальнеро
- Раміро Вейч
- Томас Галімберті
- Андрес Монутті
- Емануель Лопес
- Томас Бульгероні
- Хуан Пабло Монтане
- Естебан Корсі
- Іван Карабантес
- Хуліан Дащик
- Франко Демаркі
- Херман Яньєс
- Франко Теста

Груповий етап
| Поз | Команда   | І | В | Н | П | ГЗ | ГП | РГ  | О | Кваліфікація         |
| --- | --------- | - | - | - | - | -- | -- | --- | - | -------------------- |
| 1   | Угорщина  | 3 | 3 | 0 | 0 | 52 | 13 | +39 | 6 | Вийшли у чвертьфінал |
| 2   | Казахстан | 3 | 2 | 0 | 1 | 34 | 24 | +10 | 4 | Вийшли в плей-оф     |
| 3   | ПАР       | 3 | 1 | 0 | 2 | 17 | 37 | −20 | 2 | Вийшли в плей-оф     |
| 4   | Аргентина | 3 | 0 | 0 | 3 | 17 | 46 | −29 | 0 |                      |

| 27 липня 2015 13:30 | протокол | ПАР                                      | 10 – 6 | Аргентина | Казань Attendance: 913 |
| 27 липня 2015 13:30 | протокол | Рахунок за періодами: 6–2, 1–2, 1–1, 2–1 |        |           | Казань Attendance: 913 |
| 27 липня 2015 13:30 | протокол | Е. Ле Руа, П. Ле Руа 3                   | Голів  | Яньєс 3   | Казань Attendance: 913 |

| 29 липня 2015 10:50 | протокол | Казахстан                                | 15 – 7 | Аргентина | Казань Attendance: 1,016 |
| 29 липня 2015 10:50 | протокол | Рахунок за періодами: 5–2, 3–3, 5–1, 2–1 |        |           | Казань Attendance: 1,016 |
| 29 липня 2015 10:50 | протокол | Аксьонов, Пекович 4                      | Голів  | Яньєс 3   | Казань Attendance: 1,016 |

| 31 липня 2015 10:50 | протокол | Угорщина                                 | 21 – 4 | Аргентина | Казань Attendance: 1,065 |
| 31 липня 2015 10:50 | протокол | Рахунок за періодами: 6–2, 3–1, 6–1, 6–0 |        |           | Казань Attendance: 1,065 |
| 31 липня 2015 10:50 | протокол | Ден. Варга 5                             | Голів  | Лопес 2   | Казань Attendance: 1,065 |

Півфінали за 13-16-те місця
| 2 серпня 2015 12:10 | протокол | Аргентина                                | 6 – 14 | Японія  | Казань Attendance: 218 |
| 2 серпня 2015 12:10 | протокол | Рахунок за періодами: 0–4, 2–2, 2–4, 2–4 |        |         | Казань Attendance: 218 |
| 2 серпня 2015 12:10 | протокол | Карабантес, Демаркі 3                    | Голів  | Такей 4 | Казань Attendance: 218 |

Матч за 15-те місце
| 4 серпня 2015 09:30 | протокол | КНР                                      | 16 – 9 | Аргентина | Казань Attendance: 753 |
| 4 серпня 2015 09:30 | протокол | Рахунок за періодами: 6–2, 3–4, 4–2, 3–1 |        |           | Казань Attendance: 753 |
| 4 серпня 2015 09:30 | протокол | Дун Тао 4                                | Голів  | Яньєс 5   | Казань Attendance: 753 |